# Ludvík I. ze Sancerre
Ludvík I. ze Sancerre (francouzsky Louis I de Sancerre, 1207? - 1267) byl hrabě ze Sancerre a účastník baronské křížové výpravy.
Hraběcí titul zdědil roku 1219 po smrti svého otce Viléma v Malé Asii. 1. září 1239 následoval stopy svého otce a společně s dalšími francouzskými pány se vydal na křížovou výpravu. Je zobrazen jako pokorný donátor na vitráži v chóru katedrály v Chartres ve společnosti dalších významných mužů své doby, kteří také patřili mezi aktivní křižáky.